# Sant Pere del Castell de Paracolls
Sant Pere del Castell de Paracolls és l'antiga capella del Castell de Paracolls de la comuna de Campome, a la comarca del Conflent, de la Catalunya del Nord.
Està situada en el Castell de Paracolls, a prop al nord de la torre mestra del castell, tancant pel nord el recinte sobirà del castell.

## Història
És una església poc documentada. Tan sols dues referències documentals, i, encara, una d'elles indirecta (s'hi anomena el Prat de Sant Pere). La indirecta és del 1299; la segona, del 1420, anomena explícitament la capella de Sant Pere del Castell.

## L'edifici
L'edifici consta d'una sola nau capçada a llevant per un absis semicircular lleugerament desviat cap al sud, respecte de l'eix de la nau. Les mides interiors de l'església són de 6,5 de llarg per 3,10 d'ample. El frontis de ponent del temple és enderrocat, mentre que la resta es manté força dempeus, tot i l'estat general d'abandonament que sofreix. La nau és coberta amb una volta de canó seguit, mentre que l'absis ho és amb volta de quart d'esfera. Un espai presbiteral curt cobert amb volta de canó. La façana occidental, esfondrada, és construïda sobre un doble arc de descàrrega rebaixat, molt ample, que cobreix la irregularitat de la roca on s'assenta l'església.
La porta original era a la façana meridional. Actualment està molt desfigurada pels espolis soferts. Exteriorment, l'arc superior és desaparegut, i només hi romanen els carreus ben escairats dels muntants de la porta. L'arc intern, conservat, és fet de petites dovelles curtes i amples, força ben escairades. L'única finestra conservada és la central de l'absis; de doble biaix, a l'interior és rectangular, amb una petita llinda que la corona, mentre que a l'exterior, la corona un arc de mig punt fet amb dovelles petites i curtes.
A l'interior del temple, en el mur nord, hi ha un gran nínxol obert en el gruix del mur, que sembla posterior a la resta de l'església, i s'hi poden veure força elements reaprofitats d'èpoques anteriors, com una base de columna de procedència desconeguda. L'aparell de l'església és majoritàriament del segle xi, amb alguns elements de finals del mateix segle o ja del XII barrejats amb els que són clarament anteriors.